# Columbisoga campbelli
Columbisoga campbelli är en insektsart som beskrevs av Frederick Arthur Godfrey Muir 1921. Columbisoga campbelli ingår i släktet Columbisoga och familjen sporrstritar. Inga underarter finns listade i Catalogue of Life.